# 칸 누니언 싱
칸 누니언 싱(영어: Khan Noonien Singh)은 《스타 트렉 시리즈》에 등장하는 가공의 인물이다. 유전자 조작을 받은 우생 인류로, 독재자이다. 《스타 트렉: 디 오리지널 시리즈》와 《스타 트렉 2: 칸의 분노》에서는 리카르도 몬탈반, 《스타 트렉 인투 다크니스》에서는 베네딕트 컴버배치가 연기하였다. 거의 300년 가까이 냉동인간이 되어 있었다.